# أوشوشيني هايفالواه
أوشوشيني هايفالواه (بالإنجليزية: Oshosheni Hiveluah)‏ (22 أكتوبر 1981- 10 أكتوبر 2019)، هي كاتبة ومُخرجة سينمائية ومُنتجة ناميبية.

## قائمة أعمالها
- 100 دولار.
- فتاة الهيمبا.